# Bleed American
| Оценки критиков      | Оценки критиков |
| Источник             | Оценка          |
| -------------------- | --------------- |
| AllMusic             | [ 1 ]           |
| Blender              | [ 7 ]           |
| Entertainment Weekly | B               |
| Los Angeles Times    | [ 9 ]           |
| NME                  | 8/10            |
| Pitchfork            | 3.5/10          |
| Rolling Stone        | [ 12 ]          |
| Slant Magazine       | [ 13 ]          |
| USA Today            | [ 14 ]          |
| The Village Voice    | C+              |

Bleed American — четвёртый студийный альбом американской альтернатив рок группы Jimmy Eat World, вышел 18 июля 2001 года. Это третий альбом продюсера Марка Тромбино. Обложку альбома сделал Уильям Эглстон.

## Об альбоме
Из опасения, что название альбома может быть неправильно воспринято, группа переименовала альбом в одноимённый релиз «Jimmy Eat World», кроме того, заглавная песня была переименована в «Salt Sweat Sugar».
28 апреля 2008 года группа переиздала альбом с добавлением бонус-треков, акустических версий, концертных версий, демоверсий и ранее неизданных треков. Оригинальное название альбома и заглавный трек «Bleed American» были восстановлены.
У альбома был критический и коммерческий успех, также он помог завоевать популярность. Bleed American был хорошо воспринят критиками и вскоре получил платину от американской ассоциации звукозаписывающих компаний, платину от канадской ассоциации звукозаписывающих компаний и серебро от британской звукозаписывающей индустрии.

## Список композиций
Все песни написаны Jimmy Eat World, за исключением «A Praise Chorus».
| №   | Название                                                                   | Длительность |
| --- | -------------------------------------------------------------------------- | ------------ |
| 1.  | «Bleed American» (Переименован в «Salt Sweat Sugar» на одноимённом релизе) | 3:02         |
| 2.  | «A Praise Chorus»                                                          | 4:03         |
| 3.  | «The Middle»                                                               | 2:46         |
| 4.  | «Your House»                                                               | 4:46         |
| 5.  | «Sweetness»                                                                | 3:40         |
| 6.  | «Hear You Me»                                                              | 4:45         |
| 7.  | «If You Don't, Don't»                                                      | 4:33         |
| 8.  | «Get It Faster»                                                            | 4:22         |
| 9.  | «Cautioners»                                                               | 5:21         |
| 10. | «The Authority Song»                                                       | 3:38         |
| 11. | «My Sundown»                                                               | 5:40         |

| №   | Название                                    | Длительность |
| --- | ------------------------------------------- | ------------ |
| 12. | «The Most Beautiful Things» (Из Good to Go) | 3:51         |
| 13. | «No Sensitivity» (Из Jebediah split)        | 3:41         |
| 14. | «(Splash) Turn Twist» (Из Firestarter)      | 4:09         |

Подарочное издание (второй диск)
| №   | Название                                | Длительность |
| --- | --------------------------------------- | ------------ |
| 1.  | «Cautioners (Early Version)»            | 3:49         |
| 2.  | «Firestarter (Sessions At AOL Version)» | 6:25         |
| 3.  | «Get It Faster»                         | 3:45         |
| 4.  | «Bleed American (Live)»                 | 3:02         |
| 5.  | «A Praise Chorus (Live)»                | 3:54         |
| 6.  | «Softer (Live)»                         | 4:15         |
| 7.  | «The Middle (Acoustic)»                 | 3:11         |
| 8.  | «If You Don't, Don't (XFM Session)»     | 4:45         |
| 9.  | «Game of Pricks (Radio 1 Session)»      | 1:55         |
| 10. | «The Authority Song (Demo)»             | 3:11         |
| 11. | «My Sundown (Inner Ear Recording)»      | 5:24         |
| 12. | «Sweetness (Live)»                      | 4:05         |
| 13. | «Last Christmas»                        | 4:28         |
| 14. | «My Sundown (Demo)»                     | 3:09         |
| 15. | «Spangle»                               | 4:37         |
| 16. | «Hear You Me (Inner Ear Recording)»     | 4:48         |
| 17. | «The Middle (Early Demo)»               | 2:49         |
| 18. | «Your House 2007»                       | 4:00         |

## Места в чартах
| Чарт                             | Позиция |
| -------------------------------- | ------- |
| Австралия (ARIA)                 | 54      |
| Германия (Offizielle Top 100)    | 20      |
| Новая Зеландия (RMNZ)            | 43      |
| Великобритания (UK Albums Chart) | 62      |
| США (Billboard 200)              | 31      |

## Сертификации
| Регион                                                      | Сертификация | Продажи    |
| ----------------------------------------------------------- | ------------ | ---------- |
| Канада (Music Canada)                                       | Платиновый   | 100 000^   |
| Великобритания (BPI) · for Jimmy Eat World                  | Серебряный   | 60 000^    |
| США (RIAA)                                                  | Платиновый   | 1 000 000^ |
| ^ Данные о тиражах приведены только на основе сертификации. |              |            |

## Участники записи
Jimmy Eat World
- Джим Эдкинс — вокал, гитара, бас-гитара на «Your House», пианино, орган на «My Sundown», колокол, арт-директор.
- Том Линтон — вокал, гитара, орган на «Hear You Me».
- Зак Линд — ударная установка.
- Рик Берч — бас-гитара, вокал.

Дополнительный персонал
- Дэви фон Болен — бэк-вокал на «A Praise Chorus».
- Уильям Эглстон — создатель обложки альбома.
- Рейчел Хэйден — бэк-вокал на «Hear You Me», «If You Don’t, Don’t», «Cautioners» и «My Sundown».
- Трэвис Келлер — хлопки на «The Authority Song».
- Джефф Клеинсмит — арт-директор, дизайнер альбома.
- Джесси Леду — дизайнер альбома.
- Боб Людвиг — звукорежиссёр.
- Дуг Мессенгер — хлопки на «The Authority Song», звукорежиссёр.
- Ариэль Ричтшад — бэк-вокал на «If You Don’t, Don’t».
- Джастин Смит — звукорежиссёр.
- Марк Тромбино — музыкальный продюсер, микширование, программирование синтезаторов, ударная установка на «Your House».
- Кристофер Рей-Макканн — фотограф.